# Twisted Sister
Twisted Sister je ameriška heavy metal skupina iz New Yorka, ustanovljena leta 1974. Njen voditelj, pevec in glavni pisec besedil je Dee Snyder.

## Zasedba
- Dee Snyder - vokal
- Eddie Ojeda - kitara
- Jay Jay French - kitara
- Mark Mendoza  – bas kitara
- A. J. Pero – bobni

## Diskografija
- Under the Blade (1982)
- You Can't Stop Rock 'n' Roll (1983)
- Stay Hungry (1984)
- Come Out and Play (1985)
- Love Is for Suckers (1987)
- Still Hungry (2004)
- A Twisted Christmas (2006)